# Husseyella turmalis
Husseyella turmalis är en insektsart som först beskrevs av Drake och Harris 1933.  Husseyella turmalis ingår i släktet Husseyella och familjen vattenlöpare. Inga underarter finns listade i Catalogue of Life.